# Wilhelm Bayer (Mediziner)
Wilhelm Bayer (* 8. Februar 1900 in Nimptsch, Reichenbach, Provinz Niederschlesien; † 1972) war ein deutscher Pädiater, der im Rahmen der Krankenmorde im Nationalsozialismus an der Kinder-Euthanasie beteiligt war.

## Medizinstudium und Assistenzarztzeit
Bayer absolvierte nach dem Abschluss seiner Schulzeit ein Medizinstudium und promovierte später zum Dr. med. Nach seiner 1924 erfolgten Approbation war er bis 1932 als Assistenzarzt unter Adalbert Czerny an der Berliner Charité tätig und danach bis März 1934 an dem Universitätskrankenhaus Hamburg-Eppendorf unter Rudolf Degkwitz. In diesem Zeitraum schloss er seine Facharztausbildung zum Pädiater ab. Sein Habilitationsversuch scheiterte, da Degkwitz die Methodik und Schlussfolgerungen dieser Arbeit kritisierte.
Bayer war seit 1934 mit Elisabeth Sieveking verheiratet. Sie war eine Nichte des Amtsarztes Georg Herman Sieveking, einem aktiven Unterstützer der Kinder-Euthanasie. Das Paar bekam sechs Kinder. Der konservative Hamburger Professor für Kinderheilkunde Rudolf Degkwitz versuchte, die Mordaktionen an Behinderten, an denen sowohl Bayer als auch dessen Schwiegervater intensiv beteiligt waren, zu verhindern.
Im Zuge der Machtübergabe an die Nationalsozialisten trat er 1933 SA und zum 1. Mai desselben Jahres der NSDAP bei (Mitgliedsnummer 3.279.012), bei der SA wurde er 1943 zum Hauptsturmführer befördert. Er gehörte auch dem NS-Ärztebund an.

## Leiter des Kinderkrankenhauses Rothenburgsort und Kinder-„Euthanasie“
Nach kurzzeitigiger Leitung des Hamburger Säuglingsheims  übernahm Bayer Mitte 1934 als Chefarzt die Leitung des Kinderkrankenhauses Rothenburgsort. Er war ab 1936 in der Fortbildung Hamburger Kinderärzte tätig, führte 1938 die reichsweit beachtete Ernährungszulage für schwangere Frauen ein und beriet 1939 die NSV beim Bau von Kinder- und Säuglingsheimen in Hamburg. Während des Zweiten Weltkrieges war er auch für die „ärztliche“ Betreuung von Kindern der Zwangsarbeiter in Düneberg und Geesthacht zuständig, die im Kinderkrankenhaus Rothenburgsort untergebracht wurden.
Der T4-Gutachter Ernst Wentzler hatte den überzeugten Nationalsozialisten Bayer für die Teilnahme an dem nationalsozialistischen Euthanasieprogramm angeworben. Dieser reiste daraufhin Anfang 1940 zu einer Sitzung des „Reichsausschuss zur wissenschaftlichen Erfassung von erb- und anlagebedingten schweren Leiden“ nach Berlin. Anschließend richtete er eine so genannte „Kinderfachabteilung“ im Kinderkrankenhaus Rothenburgsort ein, die er in Personalunion leitete. Insgesamt wurden im Kinderkrankenhaus Rothenburgsort von Juni 1940 bis zum April 1945 mindestens 56 sogenannte „Reichsausschusskinder“ durch tödlich wirkende Medikamentencocktails ermordet. Folgende Ärztinnen beteiligten sich auf Weisung Bayers an den Kindstötungen: Freiin Ortrud von Lamenzan, Ursula Bensel, Emma Lüthje, Ursula Petersen, Ingeborg Wetzel, Gisela Schwabe, Helene Sonnemann, Lotte Albers, Maria Lange de la Camp sowie Ilse Breitfort. Helene Sonnemann, zeitweise als Oberärztin Stellvertreterin Bayers und später am Allgemeinen Krankenhauses Celle als leitende Kinderärztin tätig, sagte nach Kriegsende gegenüber Ermittlern aus, dass der Versuch des Setzens tödlicher Injektionen ohne Schwesternhilfe gescheitert sei, denn es sei „technisch unmöglich, bei einem Kind eine Injektion über 5 ccm zu machen, ohne daß das Kind gehalten wird.“

## Nachkriegszeit
Nach Kriegsende wurde Bayer am 29. Mai 1945 von drei Medizinstudenten bei der britischen Militärkommission angezeigt, da die Anzeigenden von einer Krankenschwester im Kinderkrankenhaus Rothenburgsort von den im Geheimen durchgeführten Kindermorden erfahren hatten. Nach dieser Anzeige wurden auch gegen Friedrich Knigge, Leiter der zweiten Hamburger Kinderfachteilung in der Heil- und Pflegeanstalt Langenhorn, sowie weiteres Personal der Hamburger Kinderfachabteilungen Ermittlungen aufgenommen.
Am 25. August 1945 wurden Bayer und Knigge aus ihren Dienstverhältnissen auf Weisung der britischen Militärkommission durch den nun als Leiter der Hamburger Gesundheitsbehörde amtierenden Rudolf Degkwitz entlassen. Gegen diese Entscheidung erhoben die beiden Ärzte am 20. November 1945 erfolglos Widerspruch und baten später um eine Bearbeitung ihres Verfahrens, um baldmöglichst an ihre Arbeitsstätten zurückkehren zu können.

„Was das angebliche Verbrechen gegen die Menschlichkeit anbelangt, so muß ich das deshalb ablehnen, da ein solches Verbrechen nur gegen Menschen begangen werden kann und die Lebewesen, die hier zur Behandlung standen, sind nicht als „Menschen“ zu bezeichnen.“

Der Neurologe Max Nonne setzte sich für Bayer und Knigge ein und merkte an, dass deren Handlungen im Rahmen der Kinder-„Euthanasie“ ein „erlaubter, nützlicher Akt“ gewesen seien. Knigge verstarb am 2. Dezember 1947 an Kinderlähmung.
Schließlich mündeten die Voruntersuchungen in eine Anklageschrift der Staatsanwaltschaft Hamburg um einen Prozess durchzuführen. Diese Anklageschrift lautete zunächst auf Mord bzw. Beihilfe dazu und wurde später auf Totschlag abgeschwächt. Am 19. April 1949 wurden die Beschuldigten durch die I. Strafkammer des Landgerichtes Hamburg außer Verfolgung gesetzt.
Da Bayer während des Verfahrens einem Berufsverbot unterlag, bestritt er seinen Lebensunterhalt als Verlagslektor beim Hamburger Nölke Verlag. Ende Juni 1949 wurde ihm endgültig durch das Kinderkrankenhaus Rothenburgsort gekündigt, bis 1955 versuchte Bayer erfolglos auf seinen ehemaligen Leitungsposten zurückzukehren. Ab 1952 war er wieder in seiner Privatpraxis tätig, die er bereits während seiner Leitungstätigkeit am Kinderkrankenhaus geführt hatte. Nach Presseberichten wurde im Januar 1961 durch die Ärztekammer Hamburg nochmals geprüft, ob Bayer und weiteren in die Kinder-„Euthanasie“ beschuldigten Ärzten und Ärztinnen die Approbation entzogen werden solle. Letztlich konnte Bayer seine Approbation behalten, da laut Hamburger Ärztekammer auch bei ihm „keine schweren sittlichen Verfehlungen“ vorlägen.
Das von ihm verfasste Werk Das erste Lebensjahr unseres Säuglings. Ein Buch für die Mutter bei Erwartung, Geburt und Pflege ihres Kindes erschien 1960 in einer Großausgabe und in einer Kurzfassung in Hamburg.

## Opfergedenken
Am ehemaligen Kinderkrankenhaus Rothenburgsort, wo sich heute das Institut für Hygiene und Umwelt befindet, erinnert seit November 1999 eine Gedenktafel an die Opfer der Kinder-„Euthanasie“ mit der Inschrift: „In diesem Gebäude wurden zwischen 1941 und 1945 mehr als 50 behinderte Kinder getötet. Ein Gutachterausschuss stufte sie als ,unwertes Leben' ein und wies sie zur Tötung in Kinderfachabteilungen ein. Die Hamburger Gesundheitsverwaltung war daran beteiligt. Hamburger Amtsärzte überwachten die Einweisung und Tötung der Kinder. Ärzte des Kinderkrankenhauses führten sie durch. Keiner der Beteiligten wurde dafür rechtlich belangt.“ Für 35 namentlich bekannte Opfer der Kinder-„Euthanasie“ wurden 2009 am selben Ort 35 Stolpersteine verlegt. Ein weiterer Stolperstein erinnert an den Kinderarzt jüdischer Herkunft Carl Stamm, der bis 1933 das Kinderkrankenhaus Rothenburgsort leitete und sich vor seiner Deportation das Leben nahm.